# Out to Die
Out to Die è il quinto album in studio del gruppo black metal norvegese Aura Noir, pubblicato nel 2012.

## Tracce
1. Trenches – 3:57 (testo: Apollyon)
2. Fed To The Flames – 3:32 (testo: Aggressor)
3. Abbadon – 4:02 (testo: Dirge Rep)
4. The Grin From The Gallows – 4:44 (testo: Aggressor)
5. Withheld – 3:02 (testo: Fenriz)
6. Priest's Hellish Fiend – 4:20 (testo: Aggressor)
7. Deathwish – 3:31 (testo: Apollyon)
8. Out To Die – 4:31 (testo: Dirge Rep)

## Formazione
- Aggressor (Carl-Michael Eide) - chitarre, basso, voce
- Apollyon (Ole Jørgen Moe) - batteria, basso, voce, chitarra
- Blasphemer (Rune Erickson) - chitarre